# Leslie Wilson
Leslie John Wilson (Manchester, 10 luglio 1947) è un dirigente sportivo ed ex calciatore inglese naturalizzato canadese, di ruolo centrocampista.

## Carriera

### Carriera
Nato nel Regno Unito, si trasferì in Canada con la famiglia durante l'infanzia. Iniziò la carriera agonistica nel Westminster Royals che lasciò 1964 per giocare con gli inglesi del Wolverhampton.
Con i Wolves al termine della stagione 1964-1965 retrocede in cadetteria a seguito del ventunesimo posto ottenuto.
In cadetteria ottiene il sesto posto finale nel 1965-1966 mentre la stagione successiva, grazie al secondo posto ottenuto, viene promosso in massima serie.
Con i Wolves disputò l'unica edizione del campionato dell'United Soccer Association, lega che poteva fregiarsi del titolo di campionato di Prima Divisione su riconoscimento della FIFA, nel 1967: quell'edizione della Lega fu disputata utilizzando squadre europee e sudamericane in rappresentanza di quelle della USA, che non avevano avuto tempo di riorganizzarsi dopo la scissione che aveva dato vita al campionato concorrente della National Professional Soccer League; la squadra di Los Angeles fu rappresentata per l'appunto dal Wolverhampton. I "Wolves" vinsero la Western Division e batterono in finale i Washington Whips che erano rappresentati dagli scozzesi dell'Aberdeen.
L'anno seguente è chiuso al diciassettesimo posto finale mentre quello successivo il sedicesimo.
Nell'estate 1969 Wilson torna con i Wolves a giocare negli Stati Uniti d'America, questa volta nelle vesti dei Kansas City Spurs giocando la prima parte della NASL 1969, denominata NASL International Cup, contro altri sodalizi britannici, vincendola. La seconda parte fu giocata con le normali rose dei club statunitensi ed il torneo venne comunque vinto dagli Spurs.
Nella stagione 1969-1970 ottiene il tredicesimo posto finale. Nel corso della First Division 1970-1971 passa in prestito ai cadetti del Bristol City, con cui ottiene il diciannovesimo posto della Second Division 1970-1971.
Confermato al Bristol anche l'anno seguente, ottiene un ottavo posto, seguito da un quinto la stagione successiva.
Nella stagione 1973-1974 torna a giocare nella massima serie inglese con il Norwich City, retrocedendo in cadetteria causa del ventiduesimo ed ultimo posto ottenuto.
Nel 1974 torna in Canada per giocare nei neonati Vancouver Whitecaps con cui ottenne il quarto ed ultimo posto della Western Division della North American Soccer League 1974. L'anno seguente fu chiuso al quarto posto, su cinque, della Pacific Division. Nelle ultime due stagioni con i Whitecaps le presenze di Wilson furono solo quattro, tre nella NASL 1976 ed una soltanto nella NASL 1977, entrambe chiuse ai turni di spareggio.

### Dirigente sportivo
Ritiratosi dal calcio giocato, Wilson entra nei ranghi dirigenziali del Vancouver Whitecaps e successivamente della federazione calcistica canadese e poi della British Columbia Soccer Association.

## Palmarès
- Campionato statunitense di calcio: 1

Los Angeles Wolves: 1967